# Сплуга-делла-Прета
Сплуга-делла-Прета (итал. Spluga della Preta) — пещера на севере Италии, в провинции Верона вблизи коммуны Сант-Анна-д’Альфаэдо. В настоящее время глубина пещеры −875 м и она занимает скромное место во второй сотне списка глубочайших пещер, но с 1924 по 1953 годы Сплуга-делла-Прета была глубочайшей пещерой планеты.

## История исследований

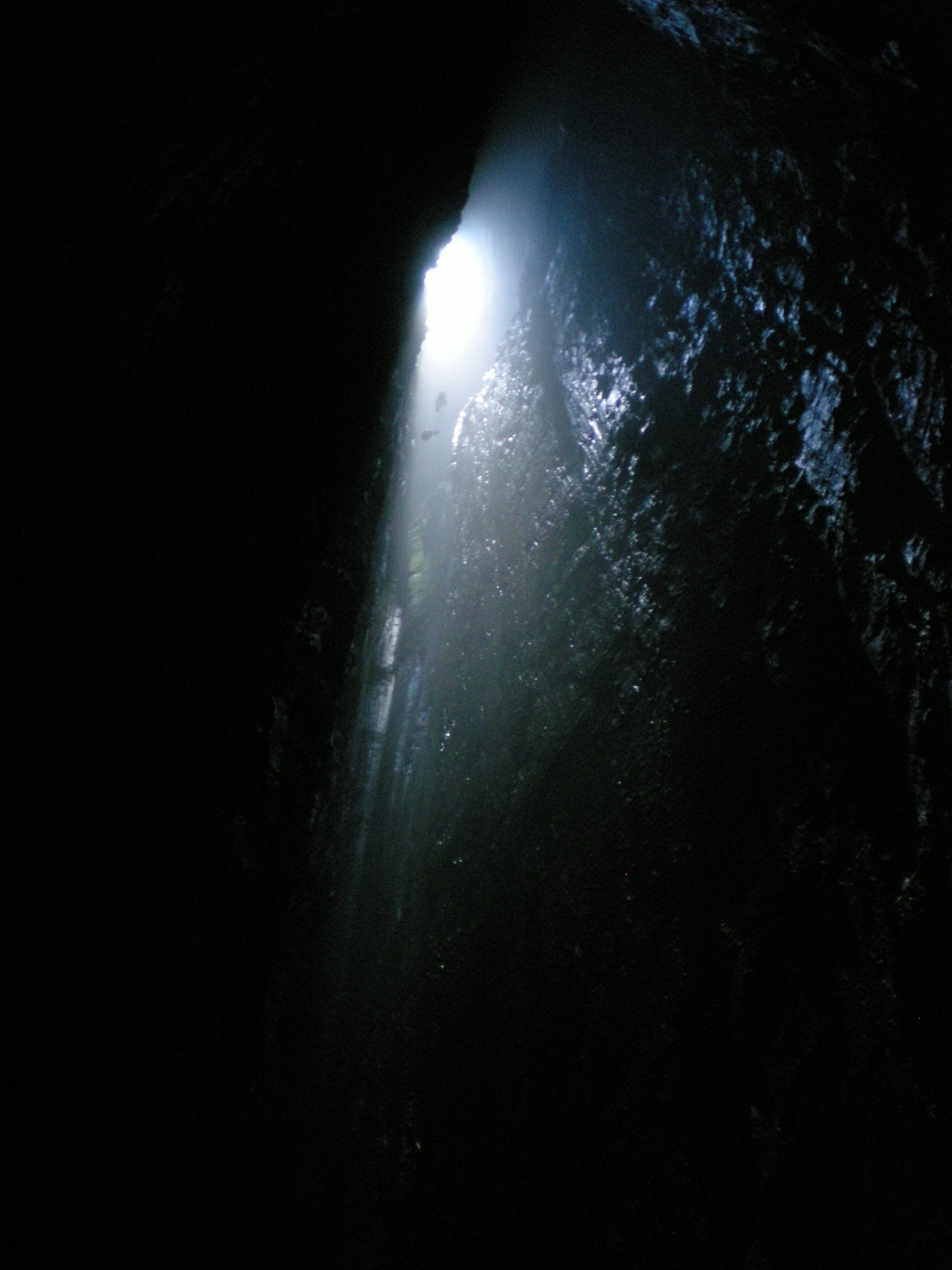
Входной колодец (131 м). Можно рассмотреть силуэты двух поднимающихся спелеологов.

Первое письменное упоминание пропасти датируется 1901 годом, когда учитель из Алы дон Джованни Коссер опубликовал заметку под названием Brevi notizie sui Monti Lessini («Краткие новости о горах Лессини»), где упоминал пропасть Сплуга, оценённую им в 500 метров глубиной. В 1904 году префект Вероны, граф Сормани Моретти повторяет эти цифры. Первая адекватная оценка глубины входного колодца −129 м появляется в 1909 году в публикации CAI.
Настоящие исследования пещеры начинаются лишь в 1925 году. Серия экспедиций в 1925—1926 годах исследует пещеру, точных измерений глубины не производится, было просто объявлено, что спелеологи Вероны спустились глубже −500 м, что было с запасом достаточно, чтобы 1926 году Сплуга-делла-Прета возглавила список глубочайших пещер мира. В стране царит фашизм, и пещера получает название Abisso Mussolini.
В 1927 году, в последней экспедиции из первой волны исследований, инженер де Баттисти объявляет, что уровень озера на достигнутом дне пещеры находится на отметке −636 м. Значительно позже, в 1954 году, измерения проведённые спелеологами Триеста (Società Adriatica di Scienze Naturali di Trieste), показали, что эта оценка была завышена, глубина исследованной части составила −594 м. Но в 1926 году у пещеры ещё не было конкурентов, а в 1954 году Сплуга-делла-Прета в любом случае безнадёжно сдала позиции, когда в 1953 году французы спустились в Пьер-Сен-Мартен глубже −700 м.
10 июля 1963 года двое спелеологов команды G.E.S. Falchi (Gianni Ribaldone из Турина и Giancarlo Pasini из Болоньи) открыли грот Sala Nera (Чёрный зал) на глубине −875 м, который на долгие годы стал дном пещеры. Сплуга-делла-Прета стала второй по глубине в мире следом за французской пропастью Гуфр-Берже.
20 июля 1964 года в пещере погибает Мариса Болла Кастеллани, жена руководителя экспедиции Луиджи Кастеллани.
В 1981—1982 годах Франко Флорио и Олимпио Фантуз совершают восхождение в Sala Nera и открывают продолжение до глубины −985 м. С тех пор в пещере больше не было сделано крупных открытий. Более того, впоследствии показания глубины были уточнены в сторону существенного уменьшения, на сегодня глубина пещеры указывается −875 или −877 м.
В 1988—1992 годах в рамках специальной программы Corno d’Aquilio из пещеры было вынесено более 4 тонн мусора, накопившихся от первых исследовательских экспедиций.